# Sadie és Lay Lay kalandjai
A Sadie és Lay Lay kalandjai (eredeti cím: That Girl Lay Lay) 2021 és 2024 között vetített amerikai vígjátéksorozat, amelyet David A. Arnold alkotott. A főszerepben That Girl Lay Lay, Gabrielle Nevaeh Green, Tiffany Daniels, Thomas Hobson, Peyton Perrine III, Caleb Brown.
Amerikában 2021. szeptember 23-án mutatta be a Nickelodeon. Magyarországon a Netflix mutatta be 2022. január 21-én.

## Cselekmény
Sadie egy átlagos középiskolás lány aki nagyon nehezen tud beilleszkedni az új osztályába. Mivel szüksége van egy legjobb barátra akivel beszélgethet ezért azt kívánja, hogy a virtuális avatárja keljen életre és segítsen neki beilleszkedni az új osztályába. Amikor a vágya valóra válik, és Lay Lay-t varázslatosan életre keltik egy normális tinédzserként kell viselkedniük miközben titkolniuk kell Lay Lay kilétét.

## Szereplők

### Főszereplők
| Szereplő        | Színész                | Magyar hang                                              |
| --------------- | ---------------------- | -------------------------------------------------------- |
| Lay Lay         | That Girl Lay Lay      | Károlyi Lili                                             |
| Sadie Alexander | Gabrielle Nevaeh Green | Engel-Iván Lili                                          |
| Trish Alexander | Tiffany Daniels        | Solecki Janka                                            |
| Bryce Alexander | Thomas Hobson          | Crespo Rodrigo                                           |
| Marky Alexander | Peyton Perrine III     | Vadócz Máté (1. évad) Holló-Zsadányi Norman (2. évadtól) |
| Jeremy Miller   | Caleb Brown            | Nagy Gereben                                             |

### Mellékszereplők
| Szereplő              | Színész             | Magyar hang     |
| --------------------- | ------------------- | --------------- |
| Willingham igazgatónő | Andrea Barber       | Janza Kata      |
| Ms. Calloway          | Christine Rodriguez | Oroszlán Szonja |
| Bria Hawkins          | Emma Winnick        | Mayer Szonja    |

### Magyar változat
- Magyar szöveg: Korponai Zsolt
- Hangmérnök: Farkas László
- Vágó: Kajdácsi Brigitta
- Gyártásvezető: Kéner Ágnes
- Szinkronrendező: Marton Bernadett

A szinkront a Mafilm Audio Kft. készítette.

## Évados áttekintés
| Évad | Évad | Epizódok | Eredeti sugárzás     | Eredeti sugárzás  | Magyar sugárzás a -en | Magyar sugárzás a -en | Magyar sugárzás a -on | Magyar sugárzás a -on | Magyar sugárzás a -en | Magyar sugárzás a -en |
| Évad | Évad | Epizódok | Évadpremier          | Évadfinálé        | Évadpremier           | Évadfinálé            | Évadpremier           | Évadfinálé            | Évadpremier           | Évadfinálé            |
| ---- | ---- | -------- | -------------------- | ----------------- | --------------------- | --------------------- | --------------------- | --------------------- | --------------------- | --------------------- |
|      | 1    | 13       | 2021. szeptember 23. | 2021. december 9. | 2022. január 21.      | 2022. január 21.      | 2023. február 27.     | 2023. március 15.     | 2023. október 16.     | 2024. március 30.     |
|      | 2    | 33       | 2022. július 14.     | 2024. március 20. | 2023. február 23.     | TBA                   | 2024. március 4.      | TBA                   | Nem került adásba     | Nem került adásba     |

## Évadok

### 1. évad (2021)
| #   | #   | Eredeti cím                          | Magyar cím                        | Rendezte                             | Írta                                 | Eredeti premier    | Magyar premier    | Magyar premier    | Magyar premier | Gyártási kód |                        |               |                 |                      |                  |                   |                   |     |
| --- | --- | ------------------------------------ | --------------------------------- | ------------------------------------ | ------------------------------------ | ------------------ | ----------------- | ----------------- | -------------- | ------------ | ---------------------- | ------------- | --------------- | -------------------- | ---------------- | ----------------- | ----------------- | --- |
| #   | #   | Eredeti cím                          | Magyar cím                        | Rendezte                             | Írta                                 | Eredeti premier    | 1.                | 1.                | Out the App    | Gyártási kód | Ki bújt elő az appból? | Wendy Faraone | David A. Arnold | 2021. szeptember 23. | 2022. január 21. | 2023. február 27. | 2023. október 16. | 101 |
| 2.  | 2.  | Lay Lay Lies Lies                    | Kegyes hazugság                   | Emily Winter és William L. Schreiber | 2021. szeptember 30.                 | 2023. február 28.  | 2023. október 17. | 102               |                |              |                        | Wendy Faraone |                 |                      | 2022. január 21. |                   |                   |     |
| 3.  | 3.  | You-Go-Girl-Kart                     | Csajgokart                        | Desia Gore                           | 2021. október 7.                     | 2023. március 1.   | 2023. október 18. | 103               |                |              |                        | Wendy Faraone |                 |                      | 2022. január 21. |                   |                   |     |
| 4.  | 4.  | Lay Lay the Legendary                | Legendás Lay Lay                  | Leonard R. Garner Jr.                | Randi Barnes                         | 2021. október 14.  | 2023. március 3.  | 2023. október 20. | 105            |              |                        |               |                 |                      | 2022. január 21. |                   |                   |     |
| 5.  | 5.  | Ha-Lay-Lay-Ween                      | Ha-Lay-Lay-Ween                   | Jody Margolin Hahn                   | Randi Barnes                         | 2021. október 21.  | 2023. március 10. | 2024. március 30. | 110            |              |                        |               |                 |                      | 2022. január 21. |                   |                   |     |
| 6.  | 6.  | BoomBox Burger Bop                   | Bumm-bumm burger                  | Jody Margolin Hahn                   | Anthony Hill                         | 2021. október 28.  | 2023. március 6.  | 2023. október 23. | 106            |              |                        |               |                 |                      | 2022. január 21. |                   |                   |     |
| 7.  | 7.  | Ha-Lay-Lay-Lujah                     | A-Lay-Lay-luja!                   | Jody Margolin Hahn                   | Angel Hobbs                          | 2021. november 4.  | 2023. március 13. | 2023. október 27. | 111            |              |                        |               |                 |                      | 2022. január 21. |                   |                   |     |
| 8.  | 8.  | That Dude Dylan                      | Az a Dylan csávó                  | Kim Fields                           | Desia Gore                           | 2021. november 11. | 2023. március 8.  | 2023. október 25. | 108            |              |                        |               |                 |                      | 2022. január 21. |                   |                   |     |
| 9.  | 9.  | Mozzarella Heads                     | A Mozzarella-ház                  | Kim Fields                           | John D. Beck és Ron Hart             | 2021. november 11. | 2023. március 7.  | 2023. október 24. | 107            |              |                        |               |                 |                      | 2022. január 21. |                   |                   |     |
| 10. | 10. | Lay Lay & Sadie's Big Hair Adventure | Lay Lay és Sadie nagy hajkalandja | Leonard R. Garner Jr.                | Angel Hobbs                          | 2021. november 18. | 2023. március 2.  | 2023. október 19. | 104            |              |                        |               |                 |                      | 2022. január 21. |                   |                   |     |
| 11. | 11. | Make Room for Lay Lay                | Szobát Lay Laynek!                | Jody Margolin Hahn                   | David A. Arnold                      | 2021. november 25. | 2023. március 9.  | 2023. október 26. | 109            |              |                        |               |                 |                      | 2022. január 21. |                   |                   |     |
| 12. | 12. | Fa-La-La-La-La-La-La-Lay-Lay         | Fa-la-la-la-Lay-Lay!              | Wendy Faraone                        | Emily Winter és William L. Schreiber | 2021. december 2.  | 2023. március 14. | 2023. október 30. | 112            |              |                        |               |                 |                      | 2022. január 21. |                   |                   |     |
| 13. | 13. | Granny Fae Fae & Lay Lay             | Fae Fae nagyi és Lay Lay          | Morenike Joela Evans                 | John D. Beck és Ron Hart             | 2021. december 9.  | 2023. március 15. | 2023. október 31. | 113            |              |                        |               |                 |                      | 2022. január 21. |                   |                   |     |

### 2. évad (2022-2024)
| #   | #   | Eredeti cím                                   | Magyar cím                    | Rendezte               | Írta                                 | Eredeti premier      | Magyar premier    | Magyar premier    | Gyártási kód |                     |                      |               |                                           |                  |                   |                  |     |
| --- | --- | --------------------------------------------- | ----------------------------- | ---------------------- | ------------------------------------ | -------------------- | ----------------- | ----------------- | ------------ | ------------------- | -------------------- | ------------- | ----------------------------------------- | ---------------- | ----------------- | ---------------- | --- |
| #   | #   | Eredeti cím                                   | Magyar cím                    | Rendezte               | Írta                                 | Eredeti premier      | 14.               | 1.                | Gyártási kód | Ain't That a Glitch | Szuperképesség-zavar | Wendy Faraone | David A. Arnold, John D. Beck és Ron Hart | 2022. július 14. | 2023. február 23. | 2024. március 4. | 201 |
| 15. | 2.  | 2024. március 5.                              | 202                           |                        |                                      |                      |                   |                   |              | Ain't That a Glitch | Szuperképesség-zavar | Wendy Faraone | David A. Arnold, John D. Beck és Ron Hart | 2022. július 14. | 2023. február 23. |                  |     |
| 16. | 3.  | The Burger Games                              | Burgerjátékok                 | Randi Barnes           | 2022. július 21.                     | 2024. március 6.     | 203               |                   |              |                     |                      | Wendy Faraone |                                           |                  | 2023. február 23. |                  |     |
| 17. | 4.  | Lay Lay's Beauty Shop Day Day                 | Lay Lay szépségszalonos napja | Kim Fields             | Desia Gore                           | 2022. július 28.     | 2024. március 7.  | 204               |              |                     |                      |               |                                           |                  | 2023. február 23. |                  |     |
| 18. | 5.  | Lay Lay Gets a Pet Pet                        | Lay Lay kis kedvence          | Kim Fields             | Emily Winter és William L. Schreiber | 2022. augusztus 4.   | 2024. március 8.  | 205               |              |                     |                      |               |                                           |                  | 2023. február 23. |                  |     |
| 19. | 6.  | Dylan and Rebecca's Cleve-Land-Land Adventure | Clevelandi kaland             | Jody Margolin Hahn     | Desia Gore                           | 2022. szeptember 15. | 2024. március 15. | 210               |              |                     |                      |               |                                           |                  | 2023. február 23. |                  |     |
| 20. | 7.  | Fami-Lay-Lay-Reunion                          | Csa-Lay-Lay-di találkozás     | Leonard R. Garner Jr.  | Angel Hobbs                          | 2022. szeptember 22. | 2024. március 12. | 207               |              |                     |                      |               |                                           |                  | 2023. február 23. |                  |     |
| 21. | 8.  | Bars                                          | Rapszöveg                     | Jody Margolin Hahn     | Freddie Gutierrez                    | 2022. szeptember 29. | 2024. március 11. | 206               |              |                     |                      |               |                                           |                  | 2023. február 23. |                  |     |
| 22. | 9.  | Freaky Fri-Day-Day                            | Sadie-tő testcsere            | Leonard R. Garner Jr.  | David A. Arnold                      | 2022. október 13.    | 2024. március 13. | 208               |              |                     |                      |               |                                           |                  | 2023. február 23. |                  |     |
| 23. | 10. | Lay Lay's Line Line Dance Dance               | Lay Lay és a countrytánc      | Leonard R. Garner Jr.  | Randi Barnes                         | 2022. október 20.    | 2024. március 14. | 209               |              |                     |                      |               |                                           |                  | 2023. február 23. |                  |     |
| 24. | 11. | Lay Lay's Par-Tay-Tay                         | Lay Lay bulija                | Kelly Elizabeth Jensen | Emily Winter és William L. Schreiber | 2022. október 27.    | 2024. március 19. | 212               |              |                     |                      |               |                                           |                  | 2023. február 23. |                  |     |
| 25. | 12. | How Zelda Got Her Groove Back Back            | Zelda újra laza lesz          | Wendy Faraone          | Freddie Gutierrez                    | 2022. december 15.   | 2024. március 20. | 213               |              |                     |                      |               |                                           |                  | 2023. február 23. |                  |     |
| 26. | 13. | The App Came Back                             | Az app újra a régi            | Evelyn Belasco         | John D. Beck és Ron Hart             | 2022. december 25.   | 2024. március 18. | 211               |              |                     |                      |               |                                           |                  | 2023. február 23. |                  |     |
| 27. | 14. | The Packer Packer Bowl                        | TBA                           | Wendy Faraone          | John D. Beck és Ron Hart             | 2023. február 16.    | TBA               | Nem került adásba | 217          |                     |                      |               |                                           |                  |                   |                  |     |
| 28. | 15. | Sorori-Tay-Tay                                | TBA                           | Kim Fields             | Angel Hobbs                          | 2023. február 23.    | TBA               | Nem került adásba | 216          |                     |                      |               |                                           |                  |                   |                  |     |
| 29. | 16. | Beastie Pie                                   | TBA                           | Wendy Faraone          | Emily Winter és William L. Schreiber | 2023. március 2.     | TBA               | Nem került adásba | 214          |                     |                      |               |                                           |                  |                   |                  |     |
| 30. | 17. | A Place to Lay Lay Your Head                  | TBA                           | Natalie Van Doren      | Randi Barnes                         | 2023. március 9.     | TBA               | Nem került adásba | 215          |                     |                      |               |                                           |                  |                   |                  |     |
| 31. | 18. | Bring It On                                   | TBA                           | Evelyn Belasco         | Desia Gore                           | 2023. március 16.    | TBA               | Nem került adásba | 218          |                     |                      |               |                                           |                  |                   |                  |     |
| 32. | 19. | Lay Lay's Little Little                       | TBA                           | Morenike Joela Evans   | Sandra Oyeneyin                      | 2023. március 23.    | TBA               | Nem került adásba | 219          |                     |                      |               |                                           |                  |                   |                  |     |
| 33. | 20. | Judge Lay Lay                                 | TBA                           | Leonard R. Garner Jr.  | David A. Arnold                      | 2023. március 30.    | TBA               | Nem került adásba | 220          |                     |                      |               |                                           |                  |                   |                  |     |
| 34. | 21. | Lay Lay Gets Ready to Rumble Rumble           | TBA                           | Kim Fields             | Freddie Gutierrez                    | 2023. április 6.     | TBA               | Nem került adásba | 222          |                     |                      |               |                                           |                  |                   |                  |     |
| 35. | 22. | Ask Away-Way with Lay Lay                     | TBA                           | Evelyn Belasco         | Angel Hobbs                          | 2023. április 13.    | TBA               | Nem került adásba | 223          |                     |                      |               |                                           |                  |                   |                  |     |
| 36. | 23. | All I Want for Christmas Is Lay Lay           | TBA                           | Jody Margolin Hahn     | Randi Barnes                         | 2023. december 20.   | TBA               | Nem került adásba | 221          |                     |                      |               |                                           |                  |                   |                  |     |
| 37. | 24. | Those Girls Lay Lay                           | TBA                           | Leonard R. Garner Jr.  | Desia Gore                           | 2024. február 19.    | TBA               | Nem került adásba | 224          |                     |                      |               |                                           |                  |                   |                  |     |
| 38. | 25. | Sooth-Sadie                                   | TBA                           | Morenike Joela Evans   | Emily Winter és William L. Schreiber | 2024. február 21.    | TBA               | Nem került adásba | 225          |                     |                      |               |                                           |                  |                   |                  |     |
| 39. | 26. | Lay Lay Goes Away-Way                         | TBA                           | Wendy Faraone          | David A. Arnold                      | 2024. február 28.    | TBA               | Nem került adásba | 226          |                     |                      |               |                                           |                  |                   |                  |     |
| 40. | 27. | Out the App 2: E-Lay-Lay-tric Boogaloo        | TBA                           | Wendy Faraone          | John D. Beck és Ron Hart             | 2024. február 28.    | TBA               | Nem került adásba | 227          |                     |                      |               |                                           |                  |                   |                  |     |
| 41. | 28. | Granny Fae Fae's Back to Play Play            | TBA                           | Gwenn Victor           | Mariah Rochelle Smith                | 2024. március 6.     | TBA               | Nem került adásba | 228          |                     |                      |               |                                           |                  |                   |                  |     |
| 42. | 29. | School of Rap                                 | TBA                           | John D. Beck           | Alice Gammill                        | 2024. március 6.     | TBA               | Nem került adásba | 229          |                     |                      |               |                                           |                  |                   |                  |     |
| 43. | 30. | One Mo Bo                                     | TBA                           | Natalie Van Doren      | Angel Hobbs                          | 2024. március 13.    | TBA               | Nem került adásba | TBA          |                     |                      |               |                                           |                  |                   |                  |     |
| 44. | 31. | Adventures in Parent-Sitting                  | TBA                           | Evelyn Belasco         | Warren Hutcherson                    | 2024. március 13.    | TBA               | Nem került adásba | TBA          |                     |                      |               |                                           |                  |                   |                  |     |
| 45. | 32. | Powers to the People                          | TBA                           | Jody Margolin Hahn     | Sandra Oyeneyin                      | 2024. március 20.    | TBA               | Nem került adásba | TBA          |                     |                      |               |                                           |                  |                   |                  |     |
| 46. | 33. | Toothaches and CHOFMA Breaks                  | TBA                           | Evelyn Belasco         | Freddie Gutierrez                    | 2024. március 20.    | TBA               | Nem került adásba | TBA          |                     |                      |               |                                           |                  |                   |                  |     |

## A sorozat készítése
2021. március 18-án a Nickelodeon berendelte a sorozatot 13 epizódra, melynek főszereplője Alaya High aki egyébként That Girl Lay Lay néven ismert. A sorozatot David A. Arnold alkotta, producere pedig a Will Packer Productions. A sorozat gyártása 2021 nyarán kezdődött. David A. Arnold, Will Packer, Carolyn Newman, John Beck és Ron Hart a sorozat vezető producerei. 2021. július 2-án bejelentették, hogy Gabrielle Nevaeh Green (Sadie), Peyton Perrine III (Marky), Tiffany Daniels (Trish), Thomas Hobson (Bryce) és Caleb Brown (Jeremy) lesznek a sorozat főszereplői. 2021. augusztus 26-án bejelentették, hogy a sorozat premierje 2021. szeptember 23-án lesz.